# Resurrection (televisieserie)
Resurrection is een Amerikaans fantasy drama televisieserie over mensen die terugkeren uit hun dood. De televisieserie wordt geproduceerd door ABC Studios en is gebaseerd op de roman The Returned van de Amerikaanse schrijver Jason Mott. Op 9 maart 2014 werd de pilotaflevering op de Amerikaanse televisie uitgezonden, en in Nederland werd de eerste aflevering op 6 oktober 2014 uitgezonden door SBS6. Op 8 mei 2014 besloot ABC Studios om een tweede seizoen te laten maken, die uitgezonden werd in Amerika vanaf 28 september 2014. Het verhaal speelt zich af in Arcadia maar de televisieserie werd opgenomen in Norcross.

## Verhaal
De serie speelt zich af in Arcadia, het leven van de bewoners wordt op zijn kop gezet als blijkt dat hun geliefden terugkeren uit de dood zonder een dag ouder geworden te zijn. Als eerste keert Jacob Langston, een achtjarige jongen die in 1982 verdronk, terug uit zijn dood. Hij wordt levend gevonden in China en wordt teruggebracht bij zijn ouders door agent van de IND J. Martin 'Marty' Bellamy (Omar Epps). Nadat zijn moeder Lucille (Frances Fisher) over de schok heen is, wordt Jacob liefdevol in haar huis opgenomen. Zijn vader Henry (Kurtwood Smith) daarentegen heeft meer moeite met zijn terugkeer.
De oom van Jacob, sheriff Fred Langston (Matt Craven), en zijn dochter, huisarts dr. Maggie Langston (Devin Kelley), raken geïnspireerd door de terugkeer van Jacob, vooral omdat hun vrouw en moeder eveneens verdronk in 1982 (terwijl zij Jacob probeerde te redden). Met behulp van Marty Bellamy gaan zij op onderzoek uit naar de reden voor de terugkeer van Jacob. Tijdens hun onderzoek ontdekken zij dat er meer mensen uit hun dorp terugkeren uit de dood en wordt het mysterie steeds groter.

## Rolverdeling

### Hoofdrollen
- Omar Epps – IND agent J. Martin 'Marty' Bellamy
- Frances Fisher – Lucille Langston
- Matt Craven – sheriff Fred Langston
- Devin Kelley – dr. Maggie Langston
- Landon Gimenez – Jacob Langston
- Kurtwood Smith – Henry Langston
- Michelle Fairley – Margaret 'Maggie' Langston
- Mark Hildreth – dominee Tom Hale
- Samaire Armstrong – Elaine Richards
- Sam Hazeldine – Caleb Richards

### Gastrollen
- Kathleen Munroe – Rachael Braidwood
- April Billingsley – Barbara Langston
- Kevin Sizemore – Gary Humphrey
- James Tupper – dr. Eric Ward
- Tamlyn Tomita – dr. Toni Willis
- Travis Young – Ray Richards
- Veronica Cartwright – Helen Edgerton
- Lori Beth Sikes – Janine Hale
- Ned Bellamy – Sam Catlin
- Jwaundace Candece – Mrs. Camille Thompson
- Shawn Shepard – Mr. Wallace Thompson
- Nadej Bailey – Jenny Thompson
- Donna Murphy – Angela Forrester
- Christopher Berry – hulpsheriff Carl Enders